# Panaite C. Mazilu
Panaite C. Mazilu (n. 21 martie 1915, Broșteni, România – d. 21 mai 2015, București, România) a fost un inginer român, membru de onoare al Academiei Române (din 1993) și membru fondator al Academiei de Științe Tehnice din România. A fost profesor de rezistența materialelor la Universitatea Tehnică de Construcții București (Institutul de Construcții București), contribuind prin activitatea sa la formarea a numeroase serii de ingineri constructori. După pensionare a fost profesor emerit al aceleiași instituții de învățământ superior. 
Fost student al lui Gheorghe Țițeica, Panaite C. Mazilu, prin activitatea sa ca profesor de rezistența materialelor la Universitatea Tehnică de Construcții București, a contribuit la formarea a numeroase generații de ingineri constructori.
De numele său se leagă proiectarea unora dintre cele mai importante clădiri din România, precum Casa Scînteii (actuala Casă a Presei Libere din București) și aeroportul Băneasa. De asemenea, a contribuit la construcția sau consolidarea unor obiective precum Castelul Peleș, Cazinoul din Sinaia, Palatul de Justiție din București, Casa Poporului și podurile rutiere peste Dunăre de la Giurgeni-Vadu Oii și Fetești-Cernavodă⁠(en)[traduceți].